# Goshen (Connecticut)
Goshen è un comune di 3.092 abitanti degli Stati Uniti d'America, situato nella Contea di Litchfield nello Stato del Connecticut.
Qui nacque l'astronomo Asaph Hall e la scienziata Eunice Newton Foote.